# アレクサンドリーヤ (ヨット・2代)
「アレクサンドリーヤ」（ロシア語: «Александрі́я» アリクサンドリーヤ)は、ロシア帝国で建造された通報船（посыльное судно）である。主に帝室ヨット（императорская яхта）として用いられた。艦名は、1851年に建造された先代艦から受け継がれた。

## 概要
「アレクサンドリーヤ」は、1893年8月16日にサンクトペテルブルクのバルト工場で起工された。1894年8月29日に進水、1896年に竣工した。1904年には、3本マスト・2本煙突の外輪船に改修された。
1903年から1918年の間は近衛隊に属し、ロシア皇帝一家や国家首脳部がペテルブルクとペテルゴーフ間を移動するのに用いられた。また、同時にバルト艦隊の通報艦としての任務も担っていた。
第一次世界大戦にも参加したが、実戦に遭遇することはなかった。1917年に発生したロシア革命後は、ロシア臨時政府や労農赤色海軍によって運用された。1918年5月には、バルト艦隊の機雷分艦隊に転属し予備艦となった。1921年4月からは、ラドガ湖防衛隊長官の管理下に置かれた。その後、バルト海海軍長官の管理下に置かれた。
1922年5月27日には、港へ引き揚げられた。1924年9月23日にクロンシュタットで洪水が発生した際には、軍港の岸壁に打ち付けられ損傷を負った。最終的に艦は解体されることとなり、1927年4月24日には作業が開始され、5月には完了した。